# Сєдов Євген Вадимович
Сєдов Євген Вадимович (29 січня 1996) — російський плавець.
Чемпіон світу з плавання на короткій воді 2014 року, призер 2018 року.
Чемпіон Європи з плавання на короткій воді 2015 року.
Чемпіон світу з плавання серед юніорів 2013 року.